# Henckelia incana
Henckelia incana là một loài thực vật có hoa trong họ Tai voi. Loài này được Vahl mô tả khoa học đầu tiên năm 1817 dưới danh pháp Rottlera incana.